# Scream (альбом Криса Корнелла)
Scream  — третий сольный студийный альбом американского музыканта Криса Корнелла, выпущенный 10 марта 2009 года, диск показал перемещение певца от прошлого музыкального стиля к исключению гитар и рок элементов и их заменой продюсером Тимбалэндом на электронные поп добавления. Альбом промотировался выходом пяти загружаемых синглов и 3 музыкальных видео, но получил отрицательные рецензии. Пластинке удалось дебютировать в США на 10 месте Billboard 200 с 26,000 проданными копиями.

## Об альбоме

### Запись альбома
С идеей ремикса песен со своего предыдущего альбома Carry On (2007), Корнелл сначала пришёл к первому контакту с Тимбалэндом. Однако, коллаборация переросла в дуэт путём написания и записи альбома в течение 6 недель с концептуальным направлением, озаглавленным Крисом как "назад к альбомам, которые я слушал когда был ребёнком, где музыка никогда не останавливалась".

### Приём альбома
В США Scream дебютировал на 10 месте, однако на следующей неделе он рухнул на 55 позиций до 65 места в Billboard 200 став самым большим падением среди альбомов-дебютантов top 10  за 2 с половиной года. В коммерческом плане пластинка стала разочарованием, проведя только 10 недель в Billboard 200.
Реакция музыкальных журналистов была смешанной. На сайте Metacritic, собравшем 19 рецензий, пластинка получила 42 балла из 100. Scream получил положительные оценки от  Entertainment Weekly и Hot Press отметившим удачную работу Криса Корнелла и Тимбалэнда. Остальные журналы были более отрицательно настроены по отношению к пластинке.

## Список композиций
Авторами песен являются Крис Корнелл, Тимбалэнд и The Royal Court, также указаны остальные авторы.
| №   | Название                           | Автор(ы)                                          | {{{extra_column}}}                                                                        | Длительность |
| --- | ---------------------------------- | ------------------------------------------------- | ----------------------------------------------------------------------------------------- | ------------ |
| 1.  | «Part of Me»                       | Johnkenun Spivery, Ezekiel Lewis, Balewa Muhammad | Co-produced with Johnkenun Spivery Backing Vocals: Timbaland, Ezekiel Lewis and Jim Beanz | 5:14         |
| 2.  | «Time»                             | James Washington, Lewis, Muhammad                 |                                                                                           | 4:39         |
| 3.  | «Sweet Revenge»                    | Washington, James Fauntleroy                      |                                                                                           | 4:10         |
| 4.  | «Get Up»                           | Washington, Fauntleroy                            |                                                                                           | 3:35         |
| 5.  | «Ground Zero»                      | Washington                                        |                                                                                           | 3:09         |
| 6.  | «Never Far Away»                   | Washington, Ryan Tedder, Lewis, Muhammad          |                                                                                           | 5:06         |
| 7.  | «Take Me Alive»                    | Washington, Justin Timberlake                     |                                                                                           | 4:36         |
| 8.  | «Long Gone» (Featuring Timbaland)  | Tedder, Lewis, Patrick "J. Que" Smith, Muhammad   |                                                                                           | 5:15         |
| 9.  | «Scream»                           | Washington                                        |                                                                                           | 6:14         |
| 10. | «Enemy»                            | Washington, Tedder, Spivery, Lewis, Muhammad      |                                                                                           | 4:35         |
| 11. | «Other Side of Town»               | Washington, Tedder                                |                                                                                           | 4:48         |
| 12. | «Climbing Up the Walls»            | Washington, Tedder                                |                                                                                           | 4:48         |
| 13. | «Watch Out»                        | Washington                                        |                                                                                           | 4:02         |
| 14. | «Two Drink Minimum» (Hidden Track) |                                                   |                                                                                           | 3:03         |

### Бонус треки
| №   | Название                                                                                                  | Автор(ы)                           | Длительность |
| --- | --- | ---------------------------------- | ------------ |
| 15. | «Ordinary Girl» (Доступность: iTunes US & UK)                                                             | Washington, Tedder                 | 4:33         |
| 16. | «Lost Cause» (Доступность: iTunes UK, Barnes & Noble)                                                     | Washington, Deborah Epstein        | 4:20         |
| 17. | «Do Me Wrong» (Доступность: Amazon.com)                                                                   | Tedder, Evan Bogart, Fauntleroy    | 2:54         |
| 18. | «Stop Me» (Доступность: Verizon Wireless - Blackberry Storm Exclusive, Rhapsody digital-download service) | Tedder, Bogart, Fauntleroy         | 3:35         |
| 19. | «Love Comes Down» (Доступность: Неизвестно)                                                               | Washington, Lewis, Muhammad, Smith |              |
| 20. | «Why Do You Follow Me?» (Доступность: Неизвестно)                                                         |                                    |              |

## Чарты
| Чарт(2009)          | Пик |
| ------------------- | --- |
| Австрия Top 75      | 47  |
| Канада Top 100      | 13  |
| Дания Top 40        | 30  |
| Голландия Top 100   | 61  |
| Финляндия           | 18  |
| Германия            | 46  |
| Польша              | 32  |
| Швейцария Top 100   | 28  |
| UK Albums Top 75    | 70  |
| U.S. Billboard 200  | 10  |
| World Albums Top 40 | 35  |